# Battaglia di Selinunte
La battaglia di Selinunte fu una battaglia campale della seconda guerra greco-punica che si svolse nell'aprile del 409 a.C. I dieci giorni dell'assedio e della battaglia videro contrapposti in Sicilia le forze del cartaginese Annibale Magone, della dinastia Magonide, e i greci di origine dorica di Selinunte. La polis di Selinunte perse contro la Elima Segesta nel 415 a.C., evento che permise agli ateniesi di attuare l'invasione in Sicilia nello stesso anno. Quando Selinunte perse nuovamente contro Segesta nel 411 a.C., Cartagine, rispondendo all'appello lanciato dai segestini, saccheggiò e assediò la nemica; la successiva offerta di una tregua proposta dai cartaginesi fu dai greci rifiutata. Questo fu il primo passo della campagna di Annibale per vendicare la sconfitta di Imera del 480 a.C.
Selinunte, dopo la distruzione, fu ricostruita ma non raggiunse mai lo splendore antico.

## Antefatti

### Selinunte e Segesta
I greci di Selinunte e gli elimi di Segesta condividono una lunga storia di commerci e guerre. Le città commerciavano tra loro e avevano un rapporto abbastanza stretto per permettere agli abitanti di sposarsi tra loro. C'erano comunque stati dei conflitti. I fenici avevano aiutato gli elimi a respingere le invasioni greche del 480 e del 410 a.C. di Lilibeo ed Erice. Non si sa che ruolo giocasse Segesta nella guerra in cui Cartagine distrusse Minoa. Segesta rimase neutrale durante la battaglia di Imera. Nel periodo seguente Imera prosperò. Intorno al 454 a.C., un conflitto che coinvolse Mozia, Segesta, Selinunte e Agrigento prese luogo; non si conoscono i particolari, si sa solo che Cartagine non fu coinvolta; Selinunte vinse e gli elimi lanciarono un appello di aiuto ad Atene senza tangibili risultati. Dopo una pace durata quasi tre decenni, il potere di Segesta apparve indebolito e Selinunte aprì le ostilità nel 416 a.C..

### La spedizione ateniese

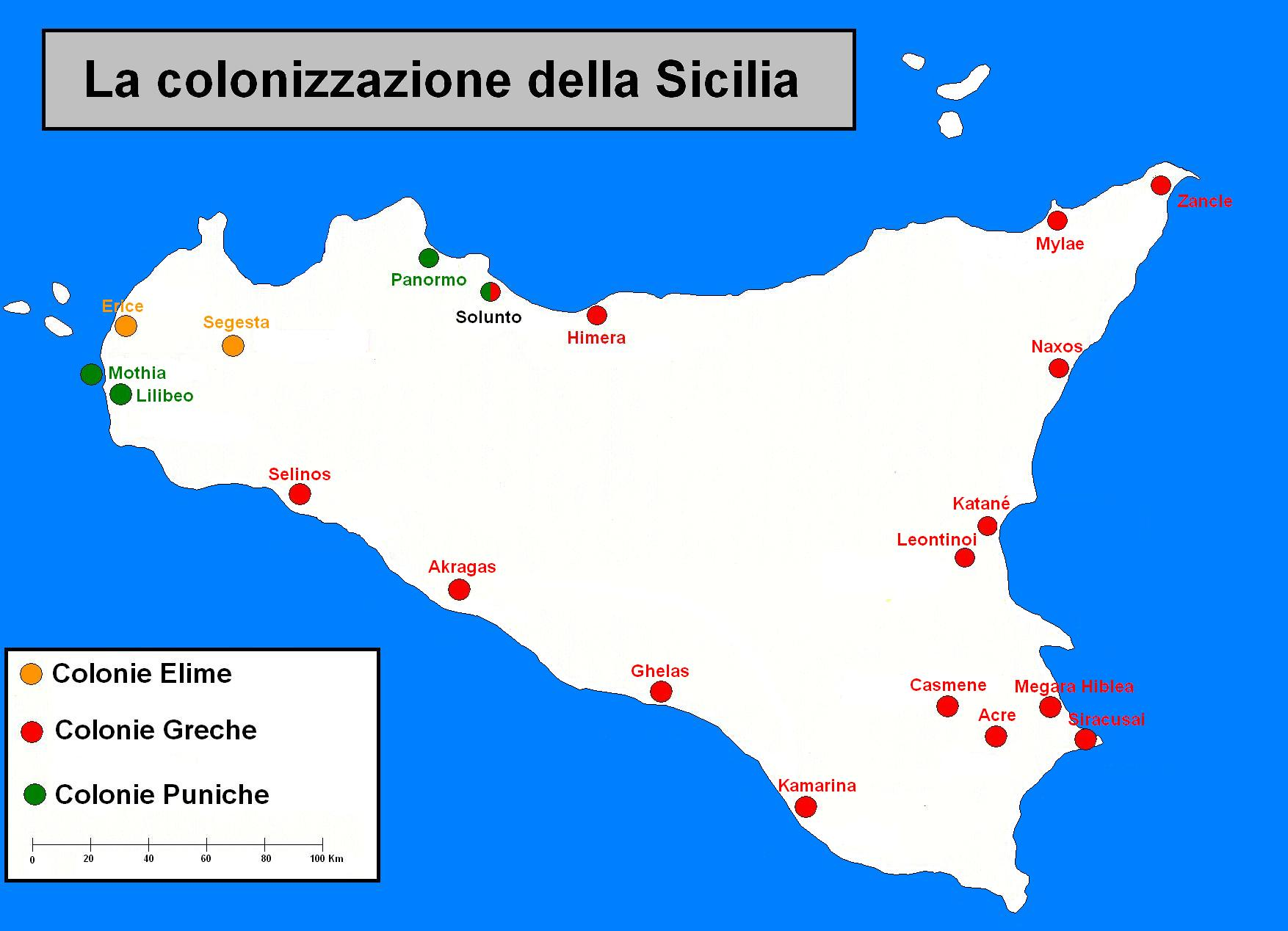
Mappa della colonizzazione della Sicilia

I greci di Selinunte attraversarono il più alto tratto del fiume Mazaro e occuparono alcune terre sul confine con Segesta e cominciarono a danneggiare il territorio. Segesta chiese ai greci di fermarsi, ma, visto che non diedero ascolto al messaggio, ordinò di riconquistare le terre ma i greci la sconfissero in battaglia più tardi. Segesta chiese invano a Gela e a Siracusa di intervenire, infatti Siracusa si era unita a Selinunte e aveva inviato una flotta verso le coste elime. Disperata Segesta inviò a Cartagine un'ambasceria, ma i cartaginesi rifiutarono ogni aiuto. Segesta si alleò con Atene nel 426 a.C. quando intervennero in Sicilia la prima volta e un'ambasceria era stata inviata ad Atene all'inizio. La spedizione ateniese in Sicilia durante il 415 e il 413 a.C. fu distrutta da un'alleanza combinata di città siciliane inclusa Siracusa e Siracusa. Dall'alleanza con Atene, la posizione di Segesta divenne precaria in Sicilia.

### Rinnovate aggressioni di Selinunte
Dopo la sconfitta ateniese cercò di espandere nuovamente il suo dominio. La sua posizione geografica avrebbe favorito un'espansione volta contro Mozia a ovest o Agrigento a est o contro Segesta a nord. Un conflitto contro Mozia avrebbe significato un impegno anche contro Cartagine, mentre Agrigento era la città più ricca di Sicilia e relativamente la più forte oppositrice se comparata a Segesta.
Inoltre, Segesta era alleata con una potenza nemica e conquistare gli elimi avrebbe dato a Selinunte il controllo di un'area rivale di dimensioni pari a quelle di Siracusa, oltre che il diretto accesso al Tirreno e la diretta rotta di commercio coi mercati Etruschi e di Massalia.
Selinunte riprese le ostilità nel 410 a.C., occupando ancora le terre di disputa attraverso il mare. Segesta, temendo che ogni resistenza avrebbe portato Siracusa nella mischia contro di loro, rimase distaccata anche se i sicelioti continuava a saccheggiare le terre in possesso della città. Segesta, quindi, mandò ambasciatori a Cartagine per richiedere protezione.

## La risposta cartaginese
Cartagine, durante i 70 anni successivi alla battaglia di Imera, espanse il proprio dominio in Africa, esplorò nuove rotte commerciali nei pressi delle coste atlantiche dell'Africa e dell'Europa e pacificò la Sardegna sotto il comando dei Magonidi, ma non intervenne negli affari siciliani; i sicelioti, infatti, si guardarono bene dal provocarla. Diffondendo le rotte commerciali e consolidando i mercati, Cartagine ammassò enormi quantità di oro e argento dal 430 a.C. I sicelioti erano consapevoli del crescente potere di Cartagine, perciò i siracusani contemplarono un possibile loro aiuto per contrastare gli ateniesi. Allo stesso modo tentavano di fare gli ateniesi. Cartagine denigrò entrambe le richieste e si rifiutò anche di aiutare Segesta nel 416 a.C. Solo nel 411 a.C., quando la situazione era differente, i segestani rinnovarono la richiesta.

### Le ragioni dell'intervento
In primo luogo, Segesta decise di sottomettersi a Cartagine e per questo si unì ad essa con un'alleanza. Questo probabilmente significa che Segesta avrebbe voluto mantenere un commercio interno e autonomo, con la rinuncia della padronanza per scopi politici, pagando per dei presidi punici nel territorio elimo e forse pagando un tributo per ottenerne la protezione. In secondo luogo, uno dei suffeti di Cartagine era Annibale Magone, membro della dinastia Magonide, che non amava particolarmente i greci. Nella prospettiva cartaginese, tre furono i motivi che spiccarono: una vittoria di Selinunte avrebbe significato un forte potere nell'ovest della Sicilia, in grado di minare gli interessi punici; la presenza di Segesta avrebbe ingrandito il dominio punico, senza arrischiarsi di entrare in guerra contro la forte Siracusa. Il senato cartaginese discusse sulla questione a lungo, e l'influenza di Annibale assicurò l'ingerenza cartaginese della polis di Segesta, inviando aiuti alla città. Annibale fu autorizzato a soccorrere Segesta con tutto ciò che fosse stato necessario.

### La questione diplomatica
Annibale non fu influenzato dai suoi sentimenti nell'eseguire i suoi compiti. Inviò un'ambasciata a Selinunte con la proposta di mantenere le terre a condizione di siglare tra loro una tregua. Questa mossa diede a Cartagine tempo per mobilitare le truppe, dato che non avevano un esercito fisso; riuscendoci, avrebbero ingrandito il proprio dominio in Sicilia ora che Selinunte si sentiva sicura di essere fuori da ogni conflitto. La proposta cartaginese fu discussa in consiglio ed Empidione, un cittadino legato a Cartagine, sostenne la proposta per scongiurare una guerra contro Cartagine. I greci di Selinunte, però, scelsero di declinare l'offerta.
Annibale, più tardi, inviò delegati cartaginesi e segestani a Siracusa, con il proposito di mediare tra Selinunte e Segesta, mettendo in conto che Selinunte avrebbe rifiutato di essere soggetta ai punici e Siracusa non avrebbe accettato per non esserne ulteriormente coinvolta. Quando un'ambasceria selinuntina raccontò ai siracusani che essi avrebbero dovuto fare da mediatori nella vicenda, i siracusani replicarono che né avrebbero rotto l'alleanza con Selinunte né rotta la pace coi cartaginesi. In questo modo Cartagine aveva le mani libere per trattare con Selinunte, senza paura della definitiva reazione da Siracusa. La diplomazia cartaginese cercò di gestire tutto per isolare Selinunte nei tempi a venire.

### La spedizione del 410 a.C.
Cartagine non disgregò l'esercito, così Annibale inviò un esercito di 5000 soldati africani e 800 mercenari italici (prima in servizio con la spedizione ateniese) in Sicilia, armando anche cavalieri per i soldati italici, mettendo le forze a stazionare a Segesta. Mentre le forze di Selinunte stavano saccheggiando il territorio di Segesta, si frammentarono in più gruppi a causa della negligenza, le truppe selinunte uscirono, catturarono i ladri selinuntini di sorpresa, infliggendo almeno 1000 perdite tra i greci e catturando tutto il bottino che avevano raccolto. Segesta era salva da attacchi greci per il momento, dato che i selinuntini si ritirarono nella loro città dopo la loro sconfitta. Dopo questo smacco Siracusa ricevette una richiesta di aiuto da parte di Selinunte; si votò, ma nulla fu fatto. Segesta nel frattempo, probabilmente impaurita dalla rappresaglia siracusana, ricorse a sperare in un nuovo aiuto cartaginese.

## La spedizione principale
Annibale, rispondendo all'appello di Segesta, mise insieme grandi forze. Disse di avere 120 000 uomini e 4000 cavalieri reclutati dall'Africa, dalla Sardegna, dalla Spagna e anche dai greci di Sicilia, oltre che a volontari cartaginesi. I moderni stimano che gli armati siano stati 30000 o 40000 uomini. L'armata si radunò nell'estate del 410 a.C., e non si misero in viaggio se non nel 409 a.C.

### L'esercito cartaginese

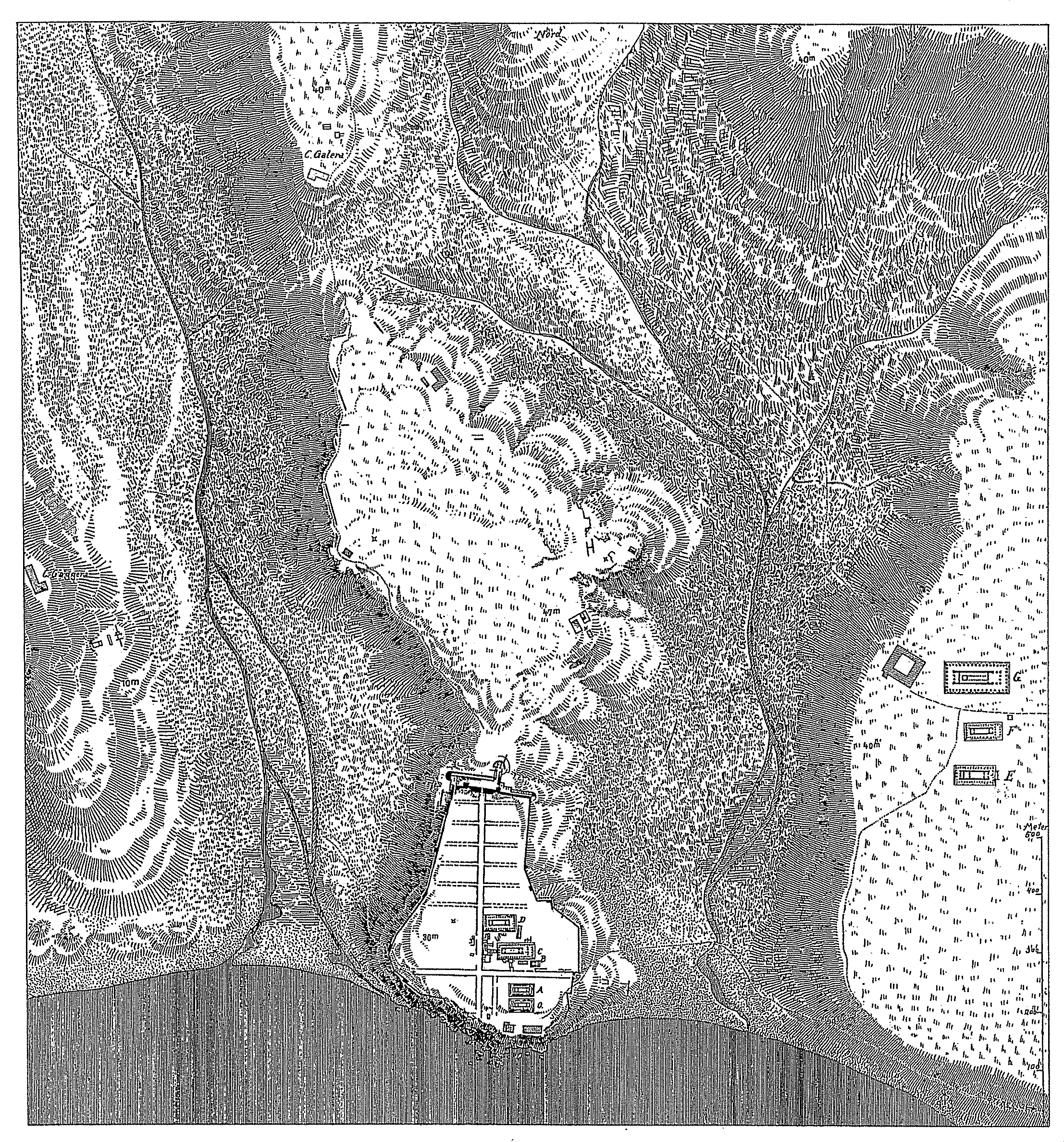
Mappa di Selinunte

L'esercito cartaginese era composto da mercenari provenienti da numerose nazioni. I libici disponevano di fanti pesanti e leggeri, i più disciplinati dell'armata. La fanteria pesante combatteva in formazioni chiuse, armati di lunghe lance e scudi rotondi, vestiti con elmetti e corazze di lino. La fanteria leggera libica trasportavano giavellotti e un piccolo scudo, lo stesso dei fanti leggeri iberici. I soldati iberici indossavano tuniche bianche bordate di rosa e un copricapo di pelle. La fanteria iberica combatteva con una densa falange, armati pesantemente con lance da gettare, lunghi scudi per proteggere il corpo e corte spade d'attacco. La fanteria campana, sarda e gallica combatteva con gli equipaggiamenti della propria terra, ma spesso erano equipaggiati da Cartagine.
I libici, i cittadini cartaginesi e i libio-fenici oltre che disciplinati, allenavano bene i cavalli equipaggiati con lance da gettare e scudi rotondi. I numidi fornivano ottime unità di cavalleria leggera armate di fasci di giavellotti; esse cavalcavano senza la sella e le briglie. Le città alleate sottomesse ai punici contribuivano come sempre con contingenti vari. Gli ufficiali cartaginesi prendevano il comando totale dell'armata, sebbene molte unità potevano aver combattuto guidati dai loro capi. Greci assumevano dalla Sicilia e dall'Italia combattenti come gli opliti.

### La difesa di Selinunte
Selinunte era una tra le città più ricche di Sicilia, fondata dai greci di origine dorica da Megara Iblea nel 628 a.C. Sebbene non nella stessa alleanza con Siracusa e Agrigento, la sua collocazione e i suoi cittadini si aspettavano di proporre un insegnamento difensivo, che era la premessa fatta dai siracusani mentre stavano preparando le armi di soccorso.

#### Le caratteristiche della difesa

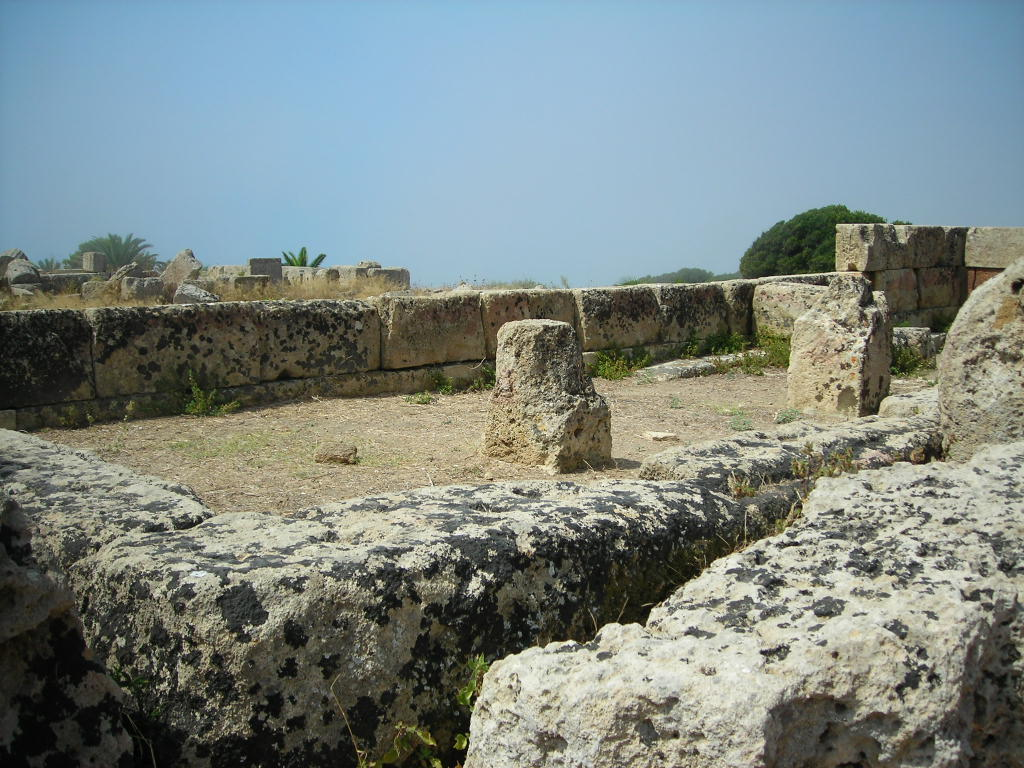
L'acropoli di Selinunte.

La città di Selinunte è situata su una collina (alta approssimativamente 47 m, è dolcemente inclinata in tre direzioni, fuorché quella che guarda il mare a sud) tra i fiumi Selinunte e Belice. Le mura dell'acropoli a sud della collina contenevano il nucleo originario della città, più tardi si estero verso nord, coprendo tutta la collina. Da qualche parte a nord c'era l'acropoli. Selinunte aveva due porti uno a est e uno a ovest della collina, nei pressi delle foci dei fiumi. Ad est e a ovest della città, oltre i due fiumi, ci sono due colline sulla cui sommità sono localizzati alcuni templi. L'esatto percorso delle mura non può essere tracciato, ma potrebbe aver coperto almeno l'acropoli e la collina sulla quale la città stava.

#### I difensori
Molte città siciliane come Siracusa e Agrigento potevano disporre dai 10000 ai 20000 cittadini, mentre le più piccole come Imera o Messana arruolarono dai 3000 ai 6000 soldati. Selinunte aveva probabilmente tra i 3000 e i 5000 soldati, e nessuno mercenario che aumenti questi numeri.
I soldati di Selinunte erano gli opliti e la città aveva un considerabile numero di cavalieri disponibili per la sua difesa. Poco si conosce dello stato delle navi da guerra di Selinunte o della loro condizione al momento dell'attacco. Selinunte combatté la maggior parte delle guerre lontano dalla sua città dopo il 480 a.C., perciò è comprensibile che sulle mura di Selinunte si dica che necessitavano di riparazioni.
Durante l'assedio, tutti i cittadini, inclusi donne e uomini anziani in grado di combattere, e i più servirono come truppe improvvisate. Facendo piovere tegole, mattoni e altri oggetti sopra i nemici, questi improvvisati peltasti causarono molte perdite durante il combattimento nella città.

### La spedizione cartaginese in Sicilia
Con una scorta di 60 triremi ai soldati, furono traghettati dall'Africa a Mozia, in Sicilia, vettovaglie ed equipaggiamenti d'assedio da 1500 navi da trasporto nella primavera del 409 a.C. Si arruola dalle città puniche di Sicilia e da Segesta congiuntamente alle forze di Mozia. Annibale lasciò un giorno di riposo ai suoi soldati con gli ordini di restare fuori da Selinunte, catturando la città di Mazara, un avamposto sulla strada per Selinunte. Questa città come base di supporto per la campagna punica. L'armata portò con sé gli equipaggiamenti d'assedio a Selinunte, mentre la flotta cartaginese stava a Mozia. Selinunte, comunque, fu avvisata dell'avvicinamento di Annibale, dato che alcuni cavalieri avevano esplorato l'esercito cartaginese al suo arrivo a Mozia e diedero l'avviso. I cittadini selinuntini prepararono le loro difese, chiamarono tutti i loro fuori dalla città entro le mura e raccolse i viveri per l'assedio, mentre richieste di aiuto furono inviato a Gela e a Siracusa.

#### L'inizio dell'assedio
L'esercito cartaginese raggiunse la città prima dell'arrivo di alcun aiuto e si accampò nella parte ovest del colle vicino all'acropoli prima dell'inizio di ogni operazione. Annibale non rivestì completamente la città con costruzioni che aggirassero tutte le mura, dato che la costruzione avrebbe ritardato le operazioni e l'invio di grandi rinforzi da parte di Siracusa e delle altre città siceliote avrebbe potuto far fallire l'impresa. Piuttosto che far morire di fame i greci, Annibale scelse di attaccare direttamente la città con l'ausilio degli equipaggiamenti. Una ripetizione della disfatta avvenuta a Imera non era nei programmi di Annibale. L'esercito cartaginese non attaccò subitaneamente Selinunte; un po' di tempo fu speso per disporre gli equipaggiamenti e congegnare l'assedio.

#### Il primo assalto

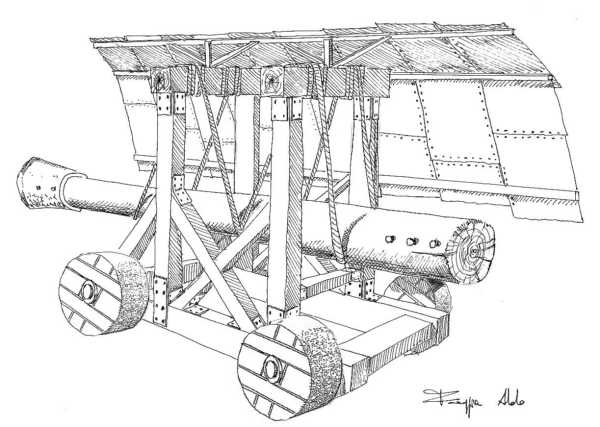
Ricostruzione di ariete corazzato

Lasciato un reparto nel settore est della città per far fallire ogni tentativo di avanzare da parte dei rinforzi greci, i cartaginesi attaccarono probabilmente la città da nord con sei torri d'assedio di legno e arieti supportati, il primo giorno, dai mercenari italici. Gli arieti erano coperti da una placcatura in ferro per proteggerli dal fuoco. Selinunte, nel suo passato più recente, non era incappata in assedi per questo aveva poca conoscenza dell'arte bellica. Le torri d'assedio, che erano più alte delle mura della città, contenevano molti frombolieri e truppe da lancio. Queste attaccarono i difensori sulle mura che furono costretti a fuggire a causa della pioggia di proiettili.
Dopo gli arieti furono adoperati contro le mura, nelle quali fu infine aperta una breccia. In ogni caso, l'azione supplementare dell'attacco della fanteria permesso ai campani, fu alla fine respinto dopo tutto il giorno di battaglia; parte della ragione della sconfitta è che le macerie delle mura non furono portate via, ostacolando così i movimenti del reparto dell'esercito cartaginese. Mentre gli uomini di Selinunte scacciarono i cartaginesi, le donne e i vecchi presero con loro le vettovaglie dalle mura ed effettuarono riparazioni. A notte fonda i cartaginesi si ritirarono dall'assalto nel loro accampamento.
I Selinuntini colsero l'opportunità e inviarono un messaggio ad Agrigento, Gela e Siracusa per riparare i danni alle mura. Uomini a cavallo portarono i messaggi e se avessero raggiunto Siracusa in due giorni, questi sarebbe giunti in cinque. Gela e Agrigento optarono per aspettare la risposta siracusana prima di agire a favore di Selinunte. Siracusa, dopo si impegnò contro Leontini e Nasso e solo dopo interruppe le ostilità per reclutare truppe di rinforzo, infatti la velocità dei preparativi fu dettata dal presupposto che Selinunte avrebbe resistito a lungo contro i cartaginesi. Questo presupposto si rivelò errato perché i cartaginesi erano superiori nell'arte bellica. Uno scolaro commentò che tra gli stati greci del V secolo a.C., Atene aveva reputazione di essere la più dotata nell'arte degli assedi, ma se comparata alla maestria asiatica e alle capacità africane in questa arte, la sua reputazione era come quella di un uomo con un solo occhio tra i non vedenti.

#### L'assalto finale
Annibale rinnovò i suoi sforzi il giorno seguente. Arcieri e frombolieri furono posizionati in alto alle sei torri, liberando così le mura dai difensori greci posizionati in diverse sezioni. Sei arieti furono nuovamente utilizzati contro le mura e alla fine diverse brecce furono fatte per permettere alle truppe puniche di entrare. Successivamente le macerie furono portate via dalle brecce, gruppi di soldati entrarono a turni. Una volta che le mura furono sfondate i greci abbandonarono i loro sforzi nel difenderle; si barricarono in piccole strade e combatterono ferocemente faccia a faccia coi nemici. Per nove giorni e nove notti battaglie per le strade imperversarono nella città, le truppe iberiche dell'esercito punico condussero l'assalto ai greci che combatterono strenuamente nelle strade, mentre tegole e mattoni erano gettati sui cartaginesi dalle donne sui tetti. Malgrado le pesanti perdite, il numero di soldati dell'esercito cartaginese permise loro di penetrare lentamente in città. Il nono giorno le donne greche esaurirono i proiettili, questo facilitò le condizioni per i cartaginesi. I greci cominciavano a perdere terreno e l'ultimo loro presidio fu nell'agorà. Quando tutte le resistenze cessarono nella città, 6000 greci furono fatti prigionieri e 3000 scapparono ad Agrigento mentre 16000 morirono in battaglia e nel successivo massacro. I cartaginesi risparmiarono solo chi si era rifugiato nei templi della città.

## Conseguenze
L'avanguardia siracusana di 3000 truppe sotto il comando di Diocle arrivò ad Agrigento quando i cartaginesi catturarono Selinunte. Incapaci di dare un aiuto in difesa alla città, Diocle aprì le negoziazioni coi cartaginesi. Alla prima delegazione greca furono date dure risposte, ma la seconda permise grazie a Empedione, un selinuntino di animo cartaginese, ottenne il permesso di ricostruire eventualmente la città e riscattare i prigionieri. I cartaginesi rasero al suolo la città, ma risparmiarono i templi da alcuna profanazione, sebbene i tesori furono portati via. La missione affidata ad Annibale fu totalmente conclusa con la distruzione di Selinunte. Invece di ritornare a Cartagine o negoziare una tregua con i nuovi nemici sicelioti, Annibale scelse di marciare contro Imera, luogo della schiacciante sconfitta dei cartaginesi nel 480 a.C. I siracusani, allarmati dalla situazione, cominciarono seriamente a preparare aiuti a Imera. non si sa se Imera abbia giocato un ruolo importante nella battaglia di Selinunte.
Selinunte avrebbe più tardi servito come base per Ermocrate, per svolgere razzie nel territorio nel 407 a.C., che avrebbe voluto ricostruire le mura della città. La pace del 405 a.C. avrebbe permesso ai greci di insediarsi a Selinunte, ma come una normale città, non avrebbe mai raggiunto la sua gloria originaria e non sarebbe stata più minacciata da Segesta. Sarà infine distrutta durante la prima guerra punica da Cartagine e i suoi cittadini furono trasferiti a Lilibeo.